# Acacia pataczekii
Acacia pataczekii é uma espécie de leguminosa do gênero Acacia, pertencente à família Fabaceae.